# Hatitia canchaque
Hatitia canchaque är en spindelart som beskrevs av Antonio D. Brescovit 1997. Hatitia canchaque ingår i släktet Hatitia och familjen spökspindlar. Inga underarter finns listade i Catalogue of Life.